# Reszki (województwo podlaskie)
Reszki – wieś w Polsce położona w województwie podlaskim, w powiecie augustowskim, w gminie Bargłów Kościelny.
| SIMC    | Nazwa          | Rodzaj    |
| ------- | -------------- | --------- |
| 0754561 | Kolonie Reszki | część wsi |

Wieś dóbr goniądzko-rajgrodzkich Mikołaja II Radziwiłła, w 1795 roku położona była w ziemi bielskiej województwa podlaskiego.
Według Powszechnego Spisu Ludności z 1921 roku Reszki (wieś i folwark) zamieszkiwane były przez 114 osób, wśród których 113 zadeklarowało wyznanie  rzymskokatolickie, a jedna mojżeszowe. Jednocześnie wszyscy mieszkańcy zadeklarowali polską przynależność narodową.
W 1929 r. majątek ziemski posiadał tu Maksymilian Binsztajn (361 morgów).
W latach 1975–1998 miejscowość położona była w województwie suwalskim.